# روبرت ألان أكيرمان
روبرت ألان أكيرمان (بالإنجليزية: Robert Allan Ackerman)‏ هو مخرج أمريكي، ولد في 30 يونيو 1944 في بروكلين في الولايات المتحدة.

## وصلات خارجية
- روبرت ألان أكيرمان على موقع IMDb (الإنجليزية)
- روبرت ألان أكيرمان على موقع ألو سيني (الفرنسية)
- روبرت ألان أكيرمان على موقع ميوزك برينز (الإنجليزية)
- روبرت ألان أكيرمان على موقع أول موفي (الإنجليزية)
- روبرت ألان أكيرمان على موقع قاعدة بيانات برودواي على الإنترنت (الإنجليزية)
- روبرت ألان أكيرمان على موقع قاعدة بيانات الأفلام السويدية (السويدية)
- روبرت ألان أكيرمان على موقع إن إن دي بي (الإنجليزية)
- روبرت ألان أكيرمان على موقع قاعدة بيانات الفيلم (الإنجليزية)
- روبرت ألان أكيرمان على موقع كينوبويسك (الروسية)